# Antonio Cetti
Antonio Cetti (cirka 1762 i Como, Italien - 1835 i København)  var en italiensk teaterentreprenør og meteorologisk instrumentmager.
Cetti kom til Danmark i 1797 hvor han fremviste optiske rariteter på Dyrehavsbakken og nedsatte sig senere som barometermager i København. Han indgik i et samarbejde med sin landsmand Pasquale Casorti og gav forestillinger med deres store italienske selskab som var linedanser- og pantomimetrup. Rupturen bestod foruden den italienske pantomime bestod af kraft- og behændighedskunster.
I 1801 gav de forestillinger på Hofteatret i København, hvor optrådte samen med den engelske mimiker James Price. De opførte bl.a. en række af de pantomimer der skulle blive starten til pantomimens popularitet i Danmark, f.eks Harlekin bombarderet, Pjerrots hvervning, Harlekin kok. Harlekin skelet, Harlekin hustyv af sin herre og Harlekin statue. 
Antonio Cetti var gift med Francesca Zingler (ca. 1770-1804), og de var forældre til operasangeren Giovanni Cetti (1794-1858). Han var gift anden gang med Marie Elisabeth Rodin (ca. 1760-1815)